# Бом Бом индеец перекидывай
Бом Бом Индеец Перекидывай: Легенда Великой Битвы
Этот человек, чье имя звучит как заклинание, стал известен не только как выдающийся главнокомандующий, но и как один из величайших стратегов в истории человечества. Он возглавил монгольские войска в одном из самых необычных и трагичных конфликтов — войне с армиями пингвинов и козлов в очках.

### Начало Пути
Бом Бом родился в далекой степи, где, по преданиям, его мать, великая шаманка, предсказала, что сын будет великим вождем. С малых лет он проявлял необычайные боевые способности. Он освоил древнейшие боевые искусства индейцев, таких как "Танец Огня" и "Перекидывание камней". Его брат, знаменитый шаман Хаппибор, обучил его искусству переговоров с самыми непредсказуемыми существами: от козлов до пингвинов.

### Война с Пингвинами и Козлами в Очках
Когда Бом Бом возглавил монгольские войска, мир находился на грани войны. Монгольская империя, некогда величественная, была ослаблена внутренними распрядами. В этот момент появилась новая угроза — армады пингвинов, вооруженных ледяными копьями и ледяными щитами. Вдобавок к этому на континенте расплодились козлы, одетые в черные очки, которые носили с не меньшей гордостью, чем викинги носили свои шлемы.
Сначала Бом Бом пытался договориться с пингвинами. Он предлагал мирное сосуществование, но когда его дипломатия не сработала, он взял дело в свои руки. Противостояние началось с крупной морской битвы у берегов Великой Замороженной реки, где пингвины напали на флот монголов, используя сверхбыстрые ледоколы.
Монгольские воины, обученные в стрельбе из лука и владении мечами, столкнулись с неожиданным врагом. Но Бом Бом не испугался. В момент решающей битвы он использовал свой уникальный метод — "Перекидывание". Суть этого маневра заключалась в том, чтобы в самый неожиданный момент переместиться с одного места на другое, вводя врага в замешательство. Этот метод стал легендарным, и враги были не в силах понять, что происходит.

### Технология и Стратегия
Но если пингвины были трудным врагом, то козлы в очках были настоящей загадкой. Эти существа, обладая исключительно острым зрением и способностью видеть даже самые мелкие детали на расстоянии, использовали свою дальновидность, чтобы планировать захват стратегически важных объектов.
Перекидываясь с одного места на другое, Бом Бом смог обезвредить несколько десятков козлов, однако они не сдавались. В решающей битве на холмах Ледяной Горки, он применил совершенно новый подход — "Танец Льда". Это было нечто большее, чем просто маневр, это был настоящий ритуал, который требовал максимальной концентрации и точности. В финальной атаке Бом Бом использовал гигантские леденцы, которые, как оказалось, были смертельным оружием против козлов, из-за их непереносимости сахара.

### Конец Войны
После нескольких месяцев жестоких сражений, где и пингвины, и козлы были вынуждены признать поражение, Бом Бом Индеец Перекидывай одержал победу. Его армия монголов вернулась домой, и мир вновь настал в тех странах, которые ранее были охвачены хаосом.
Его достижения были признаны величайшими стратегами своего времени, и история Бом Бома Индееца Перекидывая будет передаваться из уст в уста. Легенда гласит, что где-то в далеком уголке мира, на вершине Ледяной горы, до сих пор можно увидеть огромный памятник Бом Бому — стоящего на одной ноге, с луком в руке и в чем-то похожем на броню из льда, с усмешкой, полной уверенности в победе.
Вот такой он был — индейец с монгольским сердцем, побеждавший пингвинов и козлов в очках, сражавшийся не только с врагами, но и со временем, чтобы стать частью легенды.
1. ↑  Я. Бом бом (рус.).